# Rodrigo Moterani
Rodrigo Moterani é um jornalista brasileiro. Atualmente, está trabalhando na TV Record Paulista, apresentado a versão local do Balanço Geral.

## Trajetória
Formado em Radialismo pelo SENAC (Presidente Prudente/SP) desde 1996 e em Jornalismo pela Universidade do Oeste Paulista (Unoeste) desde o ano 2000. A carreira começou na Rádio Diário, onde foi apresentador de um radiojornal diário durante dois anos. Em seguida, Moterani partiu para o jornal impresso, o Oeste Notícias, da mesma cidade. A televisão foi o próximo passo. Primeiro, como editor de imagens, produtor, repórter. Em 2003, o jornalista assumiu a apresentação e edição do SPTV - Edição Local, da TV Fronteira Paulista, afiliada da Rede Globo em Presidente Prudente. Dois anos depois, Rodrigo passou a ocupar o mesmo cargo na TV Morena, também afiliada da Rede Globo, desta vez em Campo Grande. Apresentou e editou o MSTV - 1ª Edição ao lado de Glaura Villalba, entre 2007 e 2009, que também faz parte da emissora.
Em maio de 2009, assinou contrato com a TV MS Record, e apresentará telejornais da casa, principalmente o Balanço Geral MS, que reestreou em 17 de agosto.
A partir de 13 de maio de 2009, Rodrigo Moterani passa a integrar a equipe de Jornalismo da TV MS Record.
Em novembro de 2010, é contratado pela TV Record Bauru.